# Reina Yokoyama
Reina Yokoyama (加賀楓 Yokoyama Reina?,  Saitama, Japón, 22 de febrero de 2001) es una cantante y bailarina japonesa de Hello! Project, miembro del grupo de J-pop Morning Musume desde 2016 siendo parte de la decimotercera generación.

## Discografía

### Con Morning Musume
Álbumes
- 6 de diciembre de 2017 : 15 Thank You, Too
- 31 de marzo de 2021: 16th ~That’s J-POP~

Singles físicos y digitales
- 8 de marzo de 2017 : Brand New Morning / Jealousy Jealousy
- 4 de octubre de 2017 : Jama Shinaide Here We Go! / Dokyū no Go Sign / Wakaindashi!
- 3 de noviembre de 2017 : Ai no Tane (20th Anniversary Ver.) (Morning Musume 20th)
- 30 de noviembre de 2017 : Gosenfu no Tasuki
- 28 de enero de 2018 : Hana ga Saku Taiyou Abite
- 28 de enero de 2018: Morning Coffee (20th Anniversary Ver.) (Morning Musume 20th)
- 13 de junio de 2018 : Are you happy / A gonna
- 24 de octubre de 2018 : Furari Ginza / Jiyuu na Kuni Dakara / Y Jiro no Tochuu
- 12 de junio de 2019 : Jinsei Blues / Seishun Night
- 22 de enero de 2020: KOKORO&KARADA/ LOVEpedia / Ningen Kankei No way way
- 16 de diciembre de 2020: Junjou Evidence / Gyuusaretai Dake na no ni
- 8 de diciembre de 2021: Teenage Solution / Yoshi Yoshi Shite Hoshii no / Beat no Wakusei
- 8 de junio de 2022: ''Chu Chu Chu Bokura no Mirai / Dai・Jinsei Never Been Better!''
- 21 de diciembre de 2022: ''Swing Swing Paradise / Happy birthday to Me!''
- 25 de octubre de 2023: ''Suggoi FEVER! / Wake-up Call ~Mezameru Toki~ / Neverending Shine''

Mini-álbum
- 7 de febrero de 2018 : Hatachi no Morning Musume (Morning Musume 20th)